# Куракаутин
Куракаутин (исп. Curacautín) — город  в Чили. Административный центр одноимённой коммуны. Население — 12 412 человек (2002).   Город  и коммуна входит в состав провинции Мальеко и области Араукания.
Территория коммуны —  1664 км². Численность населения — 16 250 жителей (2007). Плотность населения — 9,77 чел./км².

## Расположение
Город  расположен в 69 км на северо-восток от административного центра области города Темуко и в 102 км на юго-восток от административного центра провинции  города Анголь.
Коммуна граничит:
- на севере — c коммуной Кольипульи
- на северо-востоке — c коммуной Килако
- на востоке — с коммуной Лонкимай
- на юге — c коммунами Мелипеуко, Вилькун
- на западе — c коммунами Виктория, Лаутаро

## Демография
Согласно сведениям, собранным в ходе переписи Национальным институтом статистики,  население коммуны составляет 16 250 человек, из которых 7893 мужчины и 8357 женщин.
Население коммуны составляет 1,73 % от общей численности населения области Араукания. 29,76 % относится к сельскому населению и 70,24 % — городское население.